# Pavías
Pavías – gmina w Hiszpanii, w prowincji Castellón, we wspólnocie autonomicznej Walencja, o powierzchni 14,41 km². W 2011 roku liczyła 59 mieszkańców.